# ジェファーソン郡 (オハイオ州)
ジェファーソン郡（英: Jefferson County）は、アメリカ合衆国オハイオ州の東部に位置する郡である。2010年国勢調査での人口は69,709人であり、2000年の73,894人から5.7%減少した。郡庁所在地はスチューベンビル市（人口18,659人）であり、同郡で人口最大の都市でもある。
ジェファーソン郡はウェストバージニア州に跨るウィアトン・スチューベンビル大都市圏に属している。郡名は郡設立当時にアメリカ合衆国副大統領を務めていたトーマス・ジェファーソンに因んで名付けられた。

## 歴史
ジェファーソン郡は北西部領土知事アーサー・セントクレアの声明により、1797年7月29日に組織化された。これはオハイオが州に昇格する6年前のことだった。郡名はアメリカ独立宣言の起稿者、アメリカ合衆国国務長官であり、郡設立当時にアメリカ合衆国副大統領を務めていたトーマス・ジェファーソンに因んで名付けられた。
1786年、アメリカ合衆国はオハイオ川より西の測量を行い地図化する者を守るためにスチューベン砦を建設した。数年後に測量師がその任務を完了すると、砦は放棄された。一方で開拓者達が砦周辺に家屋を建設しており、彼等はその開拓地をラベルと名付けた。ジェファーソン郡が1797年に設立されると、ラベルが郡庁所在地に選定された。この町は放棄された砦に因み、スチューベンビルと改名された。
19世紀前半、ジェファーソン郡はオハイオ川より西の新しく開発された土地でのより良い生活を求めて来る多くの開拓者を惹き付けた。その中にはアメリカ独立戦争の多くの退役兵やクエーカー教徒の幾つかの集団が入っていた。例えば、マウントプレザントやスミスフィールドの村はクエーカー教徒が設立し、後に奴隷制度廃止運動の初期中心地になった。
スチューベンビルは川港の町であり、郡の他地域は小さな集落と農園だった。しかし1856年、フレーザー・キルゴア・アンド・カンパニーが鉄鋼の圧延設備（製鉄所の前身）を建設し、スチューベンビル石炭採掘会社が坑道を掘ったことで、ジェファーソン郡は新しい産業革命の中心地の1つになった。
ジェファーソン郡は歴史や系図学の研究者にとって貴重な宝の山である。開拓者の墓地が70以上あり、オハイオ川より西ではクエーカー教徒最古の集会所もあり、また地下鉄道に使われ保存状態の良い場所もある。さらに昔のスチューベン砦は公的な歴史史跡および博物館として完全に再建された。町や村の幾つかは歴史協会を結成し、地元の歴史保存を行っている。

## 地理
アメリカ合衆国国勢調査局に拠れば、郡域全面積は410.95平方マイル (1,064.4 km2)であり、このうち陸地408.33平方マイル (1,057.6 km2)、水域は2.62平方マイル (6.8 km2)で水域率は0.64%である。

### 隣接する郡
- コロンビアナ郡 - 北
- ハンコック郡 (ウェストバージニア州) - 北東
- ブルック郡 (ウェストバージニア州) - 東
- オハイオ郡 (ウェストバージニア州) - 南東
- ベルモント郡 - 南
- ハリソン郡 - 南西
- キャロル郡 - 北西

## 人口動態
以下は2000年国勢調査による人口統計データである。
| 基礎データ - 人口: 73,894人 - 世帯数: 30,417 世帯 - 家族数: 20,592 家族 - 人口密度: 70人/km2（180人/mi2） - 住居数: 33,291軒 - 住居密度: 31軒/km2（81軒/mi2） 人種別人口構成 - 白人: 92.49% - アフリカン・アメリカン: 5.68% - ネイティブ・アメリカン: 0.20% - アジア人: 0.33% - 太平洋諸島系: 0.02% - その他の人種: 0.25% - 混血: 1.03% - ヒスパニック・ラテン系: 0.62% 言語による構成 - 英語：96.5% - スペイン語：1.1% 年齢別人口構成 - 18歳未満: 21.4% - 18-24歳: 8.5% - 25-44歳: 25.6% - 45-64歳: 25.9% - 65歳以上: 18.6% - 年齢の中央値: 42歳 - 性比（女性100人あたり男性の人口） - 総人口: 91.2 - 18歳以上: 87.5 | 世帯と家族（対世帯数） - 18歳未満の子供がいる: 26.7% - 結婚・同居している夫婦: 52.3% - 未婚・離婚・死別女性が世帯主: 11.6% - 非家族世帯: 32.3% - 単身世帯: 28.5% - 65歳以上の老人1人暮らし: 14.4% - 平均構成人数 - 世帯: 2.36人 - 家族: 2.88人 収入と家計 - 収入の中央値 - 世帯: 30,853米ドル - 家族: 38,807米ドル - 性別 - 男性: 35,785米ドル - 女性: 20,375米ドル - 人口1人あたり収入: 16,476米ドル - 貧困線以下 - 対人口: 15.1% - 対家族数: 11.4% - 18歳未満: 22.3% - 65歳以上: 8.9% |

## 郡区

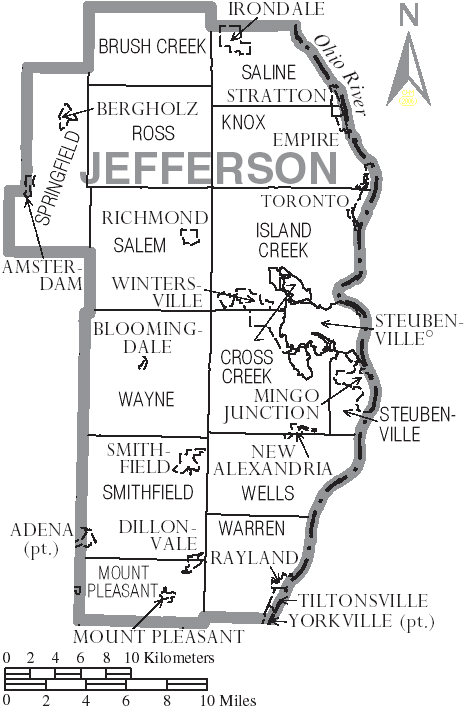
ジェファーソン郡図

ジェファーソン郡は下記14の郡区に分割されている。
| - ブラッシュクリーク - クロスクリーク - アイランドクリーク - ノックス | - マウントプレザント - ロス - セイラム - セイリーン | - スミスフィールド - スプリングフィールド - スチューベンビル | - ウォーレン - ウェイン - ウェルズ |

### 都市
- スチューベンビル - 郡庁所在地
- トロント

### 村
| - アデナ - アムスターダム - バーグホルツ - ブルーミンデール - ディロンベール | - エンパイア - アイアンデール - ミンゴジャンクション - マウントプレザント | - ニューアレクサンドリア - レイランド - リッチモンド - スミスフィールド | - ストラットン - テイルトンズビル - ウィンターズビル - ヨークビル |

### 未編入の町
| - ブリリアント - イーストスプリングフィールド - グリーンタウン - ハモンズビル | - ホープウェル - ニューサマセット - パイニーフォーク | - ラッシュラン - ウィームズ - ウルフラン |

### 歴史上の町
| - カーペンターズフォート、別名カーペンターズステーションは、1781年夏に、ジョン・カーペンターがオハイオ川のオハイオ州側ショート・クリーク合流点上流に防御を施した家屋を建設した時に、町が設立された。 現在はジェファーソン郡のマリエッタ近くである。 |